# Фёдоров, Василий Петрович (инженер)
Василий Петрович Фёдоров (1898, Гатчина, Царскосельский уезд, Санкт-Петербургская губерния, Российская империя — 1955) — советский инженер, конструктор гидрогенераторов.

## Биография
Родился в 1898 году в Гатчине (ныне Ленинградская область). Окончил ЛПИ имени М. И. Калинина (1930), специальность инженер-электрик.
С 1930 года работал на ленинградском заводе «Электросила» конструктором-проектировщиком гидрогенераторов.

## Награды и премии
- Сталинская премия первой степени (1946) — за разработку конструкции и технологии производства мощных гидротурбин и генераторов, установленных на Шекснинской и Угличской ГЭС Верхе-Волжского гидроузла[1]
- Сталинская премия второй степени (1950) — за создание гидрогенератора для Днепрогэс имени В. И. Ленина.